# Elymus curvatiformis
Elymus curvatiformis är en gräsart som först beskrevs av Sergej Arsenjevitj Nevskij, och fick sitt nu gällande namn av Áskell Löve. Elymus curvatiformis ingår i släktet elmar, och familjen gräs. Inga underarter finns listade i Catalogue of Life.